# روبرت تشامبرز (ناشر)
روبرت تشامبرز (10 يوليو 1802 - 17 مارس 1871) كان ناشرًا وجيولوجيًا ومفكرًا تطوريًا ومؤلفًا ومحررًا اسكتلنديًا، وكان مثل شقيقه الأكبر وشريكه في العمل ويليام تشامبرز، مؤثرًا للغاية في الدوائر العلمية والسياسية في منتصف القرن التاسع عشر.
كان تشامبرز من أوائل علماء علم فراسة الدماغ وكان مؤلفًا مجهولاً لكتاب "آثار التاريخ الطبيعي للخلق"، والذي كان مثيرًا للجدل لدرجة أنه لم يتم الاعتراف بتأليفه إلا بعد وفاته.